# Bernhard Mayrhofer (Propst)
Bernhard Mayrhofer CanReg (* 1987 in Wenigzell, Österreich als Christoph Mayrhofer) ist ein österreichischer römisch-katholischer Ordenspriester. Seit 2019 ist er Propst von Stift Vorau.

## Leben
Bernhard Mayrhofer wuchs im Nachbarort von Vorau auf und trat 2007 in das Noviziat von Stift Vorau ein, wo er den Ordensnamen Bernhard erhielt. Er studierte katholische Theologie an der Universität Salzburg und verfasste seine Diplomarbeit 2013 bei Hans Paarhammer zur inneren und äußeren rechtlichen Entwicklung des Stiftes Vorau von 1163 bis ins 20. Jahrhundert. Im Anschluss an seine ewige Profess 2011 wurde er zum Priester geweiht. Bis zu seiner Wahl wirkte Mayrhofer als Kaplan in den Pfarren Friedberg, Pinggau und Schäffern.
Am 2. Oktober 2019 wählte der Konvent von Stift Vorau den erst 32-Jährigen Mayrhofer zu ihrem Propst. Er folgte Gerhard Rechberger nach, der das Stift seit 2000 leitete und aus gesundheitlichen Gründen seinen Rücktritt erklärt hatte. Die Abtsbenediktion empfing er durch den Diözesanbischof von Graz-Seckau, Wilhelm Krautwaschl, am 3. November 2019 in der Stiftskirche von Vorau.

## Veröffentlichungen (Auswahl)
- Die Geschichte des Stiftes Vorau aus kirchenrechtlicher Perspektive. Untersuchungen zur inneren und äußeren rechtlichen Entwicklung. AV Akademikerverlag, Saarbrücken 2014, ISBN 978-3-639-49745-8 (zugleich Diplomarbeit Universität Salzburg).
- Stift Vorau. Die Bau- und Ausstattungsgeschichte. Kunstverlag Peda Gregor, Passau 2017, ISBN 978-3-89643-492-0.
- Zur mittelalterlichen Besiedlungs- und Besitzgeschichte der Nordoststeiermark. Eine Relecture. In: Blätter für Heimatkunde, 95. Jahrgang, Heft 1/2, S. 29–45.
- Burg und Herrschaft Friedberg. In: Steinpeißer. Zeitschrift des Historischen Vereins Hartberg, Jg. 2022, S. 18–31.
- Die Festenburg und die Kirchen der Vorauer Stiftspfarren. Kumberg 2022.
- Stift Pöllau. Das ehemalige Chorherrenstift und seine Bauten. Kumberg 2024.